# Trichotowithius abyssinicus
Trichotowithius abyssinicus är en spindeldjursart som beskrevs av Beier 1944. Trichotowithius abyssinicus ingår i släktet Trichotowithius och familjen Withiidae. Inga underarter finns listade i Catalogue of Life.